# Pulszky Romola
Cselfalvi és lubóczi Pulszky Romola (Budapest, 1891. február 20. – Párizs, 1978. június 8.) magyar író, táncos, Vaclav Nyizsinszkij felesége.
Pulszky Károly művészettörténész és Márkus Emília színésznő leánya. 1913-ban, amikor az Cári Orosz Balett – Szergej Gyagilev társulata – Argentínában vendégszerepelt, ott házasodott össze Vaclav Nyizsinszkijjel, a balett világsztárjával. Nevét ettől kezdve Nijinsky Romola formában használta.
Pulszky Romola az Orosz Cári Balett 1912-es budapesti vendégjátéka után csatlakozott az együtteshez. Gyagilev a házasság miatt elbocsátotta Nyizsinszkijt. A házaspár ettől kezdve 1945-ig Magyarországon élt. Nyizsinszkij megháborodott. Pulszky Romola mindent megtett a férje érdekében, Svájcban, egy St. Moritz-i intézetben ápoltatta, fellépéseket igyekezett szervezni neki, könyveket írt róla, beutazta a világot előadásokat tartani a táncos művészetéről.
Egyik lányuk, Nyizsinszkij-Márkus Tamara, és unokájuk Kinga Nijinsky Gaspers is színész lett.
Nyizsinszkij életéről 1997-ben Hubay Miklós színdarabot írt „Hová lett a rózsa lelke? – Nizsinszki” címmel.
Nyizsinszkij és felesége sorsáról Terry Earp írt monodrámát, Madame Nijinsky – A férjem egy isten címmel. A darabot bemutatta az IBS (International Buda Stage) is Budapesten. Előadta Kinga Nijinsky-Szakáts, Márkus Emília dédunokája, Nyizsinszkij unokája, és Szakáts Miklósnak, a Vígszínház egykori színészének lánya.

## Magyarul
- Nizsinszkijné Pulszky Romola: Nizsinszkij; ford. Lengyel Lydia, bev. Lengyel Menyhért, Nyugat, Bp., 1935